# Ржищевский заказник общегосударственного значения
«Ржищевский заказник» (укр. Ржищівський заказник) — ландшафтный заказник общегосударственного значения, расположенный на территории Кагарлыкского района (Киевская область, Украина). 
Площадь — 1 288 га.

## История
Заказник был создан согласно Постановлению Совета Министров УССР от 26 декабря 1985 года № 451.

## Описание
Природоохранный объект создан с целью охраны ценных природных комплексов (в т.ч. ландшафтов) в пойме (правый берег) реки Днепр. Заказник занимает квадраты 2, 3 (уч. 7), 5, 6, 8-10, 12-14, 18-21, 23-26, 29, 39, 41-43 Ржищевского лесничества (976 га) и квадраты 23, 24, 26, 28, 29, 33, 34 Стацковского лесничества  (312 га) на территории Стайковского, Стретовского, Гребенивского, Кузьминецкого сельсоветов и Ржищевского горсовета — очагами (урочища Стетовка, Менделеева круча и другие) между селами Стайки, Стретовка, Паникарча, Кузьминцы на западе и берегом Каневского водохранилища на востоке. Восточнее расположен одноименный заказник местного значения.
Согласно установленным границам Ржищевского заказника общегосударственного значения и Ржищевского заказника местного значения, существует ряд неточностей в разграничении земельː происходит перекрытие участков между двумя объектами.
Ближайший населённый пункт — Юшки; город — Ржищев.

## Природа
Пойма Днепра практически не сохранилась в природном состоянии, из-за созданной системы водохранилищ на реке. Ландшафт заказника представлен расчлененными балками крутыми склонами укрытыми хвойными и лиственными насаждениями, и кустарниками. Рельеф подвержен водной и ветровой эрозиям. Леса закрепляют почву у берегов и выполняют воднорегулирующее значение.
Травяной ярус представлен видами душица обыкновенная и первоцвет весенний, тысячелистник обыкновенный.
Среди животных в заказнике встречаются косуля, дикая свинья, лисица, заяц-русак, барсук.